# Ruelle Petropavlovski
La ruelle Petropavlovski (russe : Петропавловский переулок, « ruelle Pierre-et-Paul ») est une voie dans le centre de Moscou.

## Situation et accès
Située dans le quartier de Khitrovka, elle s'étire de l'intersection de la rue Podkolokolny et Pevtcheski jusqu'au boulevard de la Iaouza.

## Origine du nom
La rue tire son nom de l'église des saints apôtres Pierre et Paul dite « aux portes de la Iaouza » (parfois aussi « à Koulichki » ou « sur la colline »).

## Historique
La rue se trouve non loin de l'ancienne route de Riazan et a été habitée depuis le XIe siècle. Dans le recensement de 1716 un vice-gouverneur, sept échansons, le prince Youssoupov résident ruelle Pierre-et-Paul. Un peu plus tard les princes Chtcherbatov et Eropkine y possèdent des maisons. Au bout de la rue, vers les portes de la Yaouza, se trouvait jusqu'au milieu du XVIIIe siècle une barrière pour arrêter les indésirables.
En 1812 fut dévasté par le grand incendie et resta délabré pendant de longues années. Les terrains furent rachetés par des marchands, à l'exception de la propriété de N. Khitrovo, côté impair. Après la création du marché Khitrov  des dortoirs apparurent dans le quartier, dont la célèbre maison Koulakov décrite par Vladimir Guiliarovski (aussi appelée « le fer à repasser ») à l'angle des rues Pierre-et-Paul et Pevtcheski.

## Bâtiments remarquables et lieux de mémoire
Côté impair :

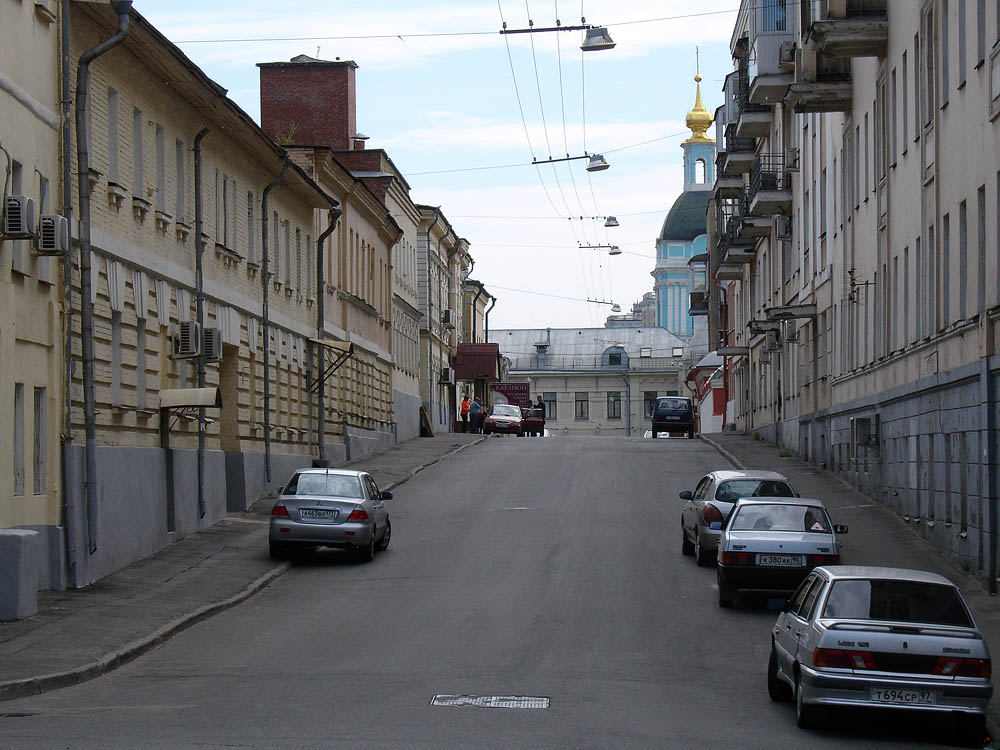
Vue depuis la place Khitrovka en direction du boulevard de la Yaouza

- no 1-5 - bâtiment du XIXe siècle ayant abrité les tavernes « Sibérie » et « L'exil ».

Côté pair :
- no 4-6 - Église des Saints Apôtres Pierre et Paul aux portes de la Yaouza, 1700 (clocher de 1771).